# Кевін Дікс
Кевін Дікс (нід. Kevin Diks, нар. 6 жовтня 1996, Апелдорн, Нідерланди) — нідерландський футболіст, захисник данського «Копенгагена».

## Клубна кар'єра
Народився 6 жовтня 1996 року в місті Апелдорн. Вихованець юнацької команди футбольного клубу «Вітесс».
У дорослому футболі дебютував 2014 року виступами за команду цього ж клубу, в якій провів два сезони, взявши участь у 56 матчах чемпіонату. Більшість часу, проведеного у складі «Вітесса», був основним гравцем захисту команди.
Своєю грою за цю команду привернув увагу представників тренерського штабу клубу «Фіорентина», до складу якого приєднався 2016 року. Відіграв за «фіалок» наступний сезон своєї ігрової кар'єри.
2017 року був відданий назад в оренду до «Вітесса».
До складу клубу «Феєнорд» приєднався 2017 року також на правах оренди. Перебуваючи в Роттердамі, виграв кубок Нідерландів у складі команди.
2019 року виступав на правах оренди у італійському «Емполі». Того ж року відправився в оренду в данський «Орхус».

## Виступи за збірні
2014 року дебютував у складі юнацької збірної Нідерландів, взяв участь у 4 іграх на юнацькому рівні.
2015 року залучався до складу молодіжної збірної Нідерландів. На молодіжному рівні зіграв у 4 офіційних матчах.

## Титули і досягнення
- Володар Кубка Нідерландів (2):

«Вітессе»: 2016-17
«Феєнорд»: 2017-18
- Володар Суперкубка Нідерландів (1):

«Феєнорд»: 2017
- Чемпіон Данії (3):

«Копенгаген»: 2021-22, 2022-23, 2024-25
- Володар Кубка Данії (2):

«Копенгаген»: 2022-23, 2024-25